# Chabournéit
Chabournéit ist ein sehr selten vorkommendes Mineral aus der Mineralklasse der „Sulfide und Sulfosalze“ mit der chemischen Zusammensetzung AgzTl8-x-zPb4+2xSb40-x-yAsyS68 mit 0,00 ≤ x ≤ 0,40, 16,15 ≤ y ≤ 19,11, 0,04 ≤ z ≤ 0,11 und damit chemisch gesehen eine komplexe Verbindung aus Silber, Thallium, Antimon und Arsen mit entsprechend den angegebenen Parametern schwankenden Anteilen. Strukturell gehört das Mineral zu den Sulfosalzen.
Chabournéit kristallisiert im triklinen Kristallsystem und entwickelt nur selten millimetergroße Kristalle. Meist findet er sich eng verwachsen mit Pierrotit. Das in jeder Form undurchsichtige (opake) Mineral ist von grauschwarzer bis schwarzer Farbe und zeigt auf den Oberflächen einem schwachen metall- bis fettähnlichen Glanz. Im Auflicht erscheint Chabournéit weiß. Zudem wurden rote, innere Reflionen entlang von Rissen beobachtet. Seine Strichfarbe ist dagegen rotbraun.

## Etymologie und Geschichte
Erstmals entdeckt und beschrieben wurde das Mineral 1974 durch Joseph Mantienne im Rahmen von dessen Doktorarbeit über die Thallium-Mineralisation von Jas Roux im französischen Département Hautes-Alpes. Mantiennes Untersuchungen zufolge war es dort die häufigste Thallifer-Phase bei Jas Roux. Er benannte das neu entdeckte Mineral nach dem Gletscher „Chabournéou“, an dessen Fuß es gefunden wurde. Seiner kurzen Beschreibung zufolge kommt Chabournéit dort in mattschwarzen Aggregaten oder Krusten vor und ist makroskopisch nicht von Pierrotit und Klinopierrotit zu unterscheiden. Chabournéit ist immer mit Realgar und sehr oft mit Stibnit vergesellschaftet, seltener mit Smithit, Routhierit, Laffittit und Wakabayashilith.
Eine erste Analyse der Zusammensetzung und Kristallstruktur von Chabournéit führte 1979 Antun Nagl vom Laboratory of General and Inorganic Chemistry der Universität Zagreb (Jugoslawien) durch, der zu dieser Zeit in der Abteilung für Kristallographie und Strukturlehre der Universität Bern (Schweiz) tätig war. Die für eine Anerkennung des Minerals durch die International Mineralogical Association (IMA) nötige, detaillierte Beschreibung des Minerals folgte 1981 durch Zdenek Johan, Joseph Mantienne und Paul Picot.
Das Typmaterial des Minerals wird in der Mineralogischen Sammlung der Mines ParisTech (auch Ecole Nationale Supérieure des Mines oder englisch National School of Mines) aufbewahrt.

## Klassifikation
Da der Chabournéit erst 1976 als eigenständiges Mineral anerkannt und dies erst 1979 publiziert wurde, ist er in der seit 1977 veralteten 8. Auflage der Mineralsystematik nach Strunz noch nicht verzeichnet.
Im zuletzt 2018 überarbeiteten und aktualisierten Lapis-Mineralienverzeichnis nach Stefan Weiß, das sich aus Rücksicht auf private Sammler und institutionelle Sammlungen noch nach dieser alten Form der Systematik von Karl Hugo Strunz richtet, erhielt das Mineral die System- und Mineral-Nr. II/E.14-050. In der „Lapis-Systematik“ entspricht dies der Klasse der „Sulfide und Sulfosalze“ und dort der Abteilung „Sulfosalze (S : As,Sb,Bi = x)“, wobei in den Gruppen E.10 bis E.14 Sulfosalze mit vorherrschend Thallium/Quecksilber und x = 4,0 bis 1,6 eingeordnet sind. Chabournéit bildet hier zusammen mit Bernardit, Boscardinit, Dalnegroit, Gabrielit, Gillulyit, Imhofit, Jankovićit, Parapierrotit, Philrothit, Pierrotit, Protochabournéit und Rebulit die unbenannte Gruppe II/E.14 bildet.
Die von der IMA zuletzt 2009 aktualisierte 9. Auflage der Strunz’schen Mineralsystematik ordnet den Chabournéit in die neu definierte Abteilung der „Sulfosalze mit SnS als Vorbild“ ein. Diese ist zudem weiter unterteilt nach den in der Verbindung vorherrschenden Metallen bzw. der Kristallstruktur und das Mineral entsprechend seinem Aufbau in der Unterabteilung „Mit SnS- und PbS-Archetyp-Struktureinheiten“ zu finden, wo es als einziges Mitglied die unbenannte Gruppe 2.HF.10 bildet.
Auch die vorwiegend im englischen Sprachraum gebräuchliche Systematik der Minerale nach Dana ordnet den Chabournéit in die Klasse der „Sulfide und Sulfosalze“ und dort in die Abteilung der „Sulfosalze“ ein. Hier ist er als einziges Mitglied in der unbenannten Gruppe 03.08.12 innerhalb der Unterabteilung „Sulfosalze mit dem Verhältnis 1 < z/y < 2 und der Zusammensetzung (A+)i(A2+)j[ByCz], A = Metalle, B = Halbmetalle, C = Nichtmetalle“ zu finden.

## Chemismus
Die chemische Zusammensetzung von Chabournéit wurde 1979 von Nagl mit Tl8Pb4Sb21As19S68 für eine b/2-Unterzelle angegeben. Johan, Mantienne und Picot hielten diese Zusammensetzung allerdings für fraglich. Deren Mikrosondenanalysen an jeweils fünf Proben aus der Typlokalität Jas Roux in Frankreich und Abuta in Japan hatten einen Massenanteil (Gewichts-%) von 12,81 bis 23,87 % Thallium (Tl), 0,0 bis 18,72 % Blei (Pb), 25,88 bis 32,92 % Antimon (Sb), 14,83 bis 17,72 % Arsen (As) und 24,73 bis 26,05 % Schwefel (S) ergeben, was mit der empirischen Formel Tl21-xPb2x(Sb,As)91-xS1.47 bei einem Wert für x = 0 bis 17,15 korrespondiert. Zudem wiesen die Ergebnisse auf eine Mischkristallbildung hin, bei der Tl+ und (Sb,As)3+ durch zwei Pb2+ diadoch ersetzt (substituiert) werden können.
Johan, Mantienne und Picot schlugen daher in ihrer 1981 publizierten Mineralbeschreibung die Formel Tl21(Sb,As)91S147 für das bleifreie Endglied vor. Diese Formel wies allerdings einen deutlichen Schwefel-Überschuss auf, der nicht mit der modularen Organisation der Kristallstruktur vereinbar war.
Um die Definition und Nomenklatur der Sulfosalze neu festzulegen, wurde ein „Sulfosalz-Unterausschuss“ innerhalb der „Kommission für Erzmineralogie“ gebildet, der in seinem 2008 veröffentlichten Report die allgemeine Formel für mit Tl5-xPb2x(Sb,As)21-xS34 angibt. Das bleifreie Endglied mit x = 0 erhielt die Formel Tl5(Sb,As)21S34, während Chabournéit als bleireiches Endglied mit x ≈ 1 die Formel Tl4Pb2(Sb,As)20S34 erhielt, die sich eng an die von Nagl aufgestellte Formel anlehnt.

## Kristallstruktur
Chabournéit kristallisiert in der triklinen Raumgruppe P1 (Raumgruppen-Nr. 1) mit den Gitterparametern a = 16,346 Å; b = 42,602 Å; c = 8,534 Å; α = 95,86°; β = 86,91° und γ = 96,88° sowie einer Formeleinheit pro Elementarzelle.
Der Großteil der Kristallstruktur von Chabournéit besteht aus zwei ähnlichen Arten von Tl- und Pb-Netzwerken, die beide parallel der y-Ebene (010) verlaufen. Alle Tl-Atome werden von neun S-Atomen koordiniert. Die Koordinationspolyeder um die Tl-Atome sind trigonale Prismen mit drei zusätzlichen S-Atomen gegen die drei Seitenflächen. Die Koordinationspolyeder um die Pb-Atome sind ebenfalls trigonale Prismen mit einem, zwei oder drei zusätzlichen S-Atomen gegen eine, zwei oder drei Seitenflächen. SbS3- und AsS3-Pyramiden bilden in der Struktur isolierte Gruppen.
| Kristallstruktur von Chabournéit nach Nagl (1979) |
| - mit Blickrichtung parallel zur a-Achse - mit Blickrichtung parallel zur b-Achse - mit Blickrichtung parallel zur b-Achse - in der kristallographischen Standardausrichtung |
| Farbtabelle: _ Tl 0 _ Pb 0 _ Sb 0 _ As 0 _ S |

## Bildung und Fundorte

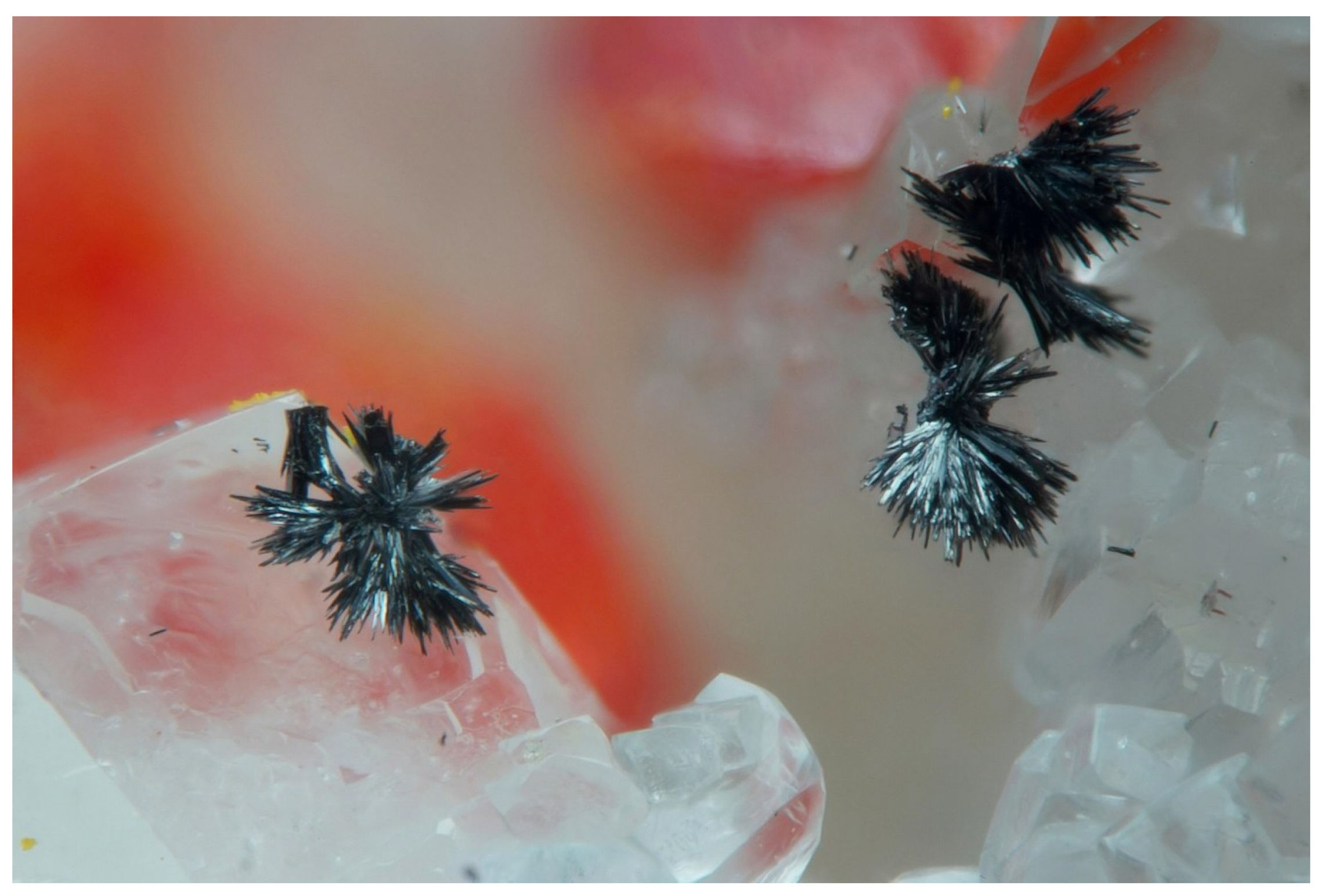
Büschel aus nadeligen habournéitkristallen auf Dolomit aus der Grube Lengenbach im Binntal, Schweiz (Sichtfeld 1,2 mm)

Chabournéit bildet sich hydrothermal in dolomitischen Kalksteinen, meist mit anderen Arsen-Thallium-Mineralen vergesellschaftet wie unter anderem Pierrotit, Parapierrotit und Routhierit auftritt. An seiner Typlokalität, der Lagerstätte Jas Roux in der Pelvoux-Gebirgsgruppe im französischen Gemeindegebiet La Chapelle-en-Valgaudémar fanden sich daneben Aktashit, Andorit, Auripigment, Laffittit, Madocit, Pyrit, Realgar, Smithit, Sphalerit, Stibnit, Twinnit, Wakabayashilith und Zinkenit als weitere Begleitminerale.
Chabournéit gehört zu den sehr seltenen Mineralbildungen und konnte nur in wenigen Proben aus bisher fünf dokumentierten Fundorten weltweit nachgewiesen werden (Stand 2024). Dessen Typlokalität Jas Roux ist dabei der bisher einzige Fundort in Frankreich.
Der bisher ebenfalls einzige bekannte Fundort in der Schweiz ist die für ihre große Mineralvielfalt berühmte Grube Lengenbach in dem zum Kanton Wallis gehörenden Binntal.
Weitere bekannte Fundorte sind die ehemalige Eisen-Grube Miniera di Monte Arsiccio bei Sant’Anna di Stazzema in Italien; die Grube „Tohya“ bei Takarada im japanischen Landkreis Abuta-gun auf Hokkaidō, wo Chabournéit neben Sphalerit noch mit Baryt und Getchellit vergesellschaftet auftrat und die Gold-Erzlagerstätte Vorontsovskoye nahe Krasnoturjinsk (Turjinsk) in der russischen Oblast Swerdlowsk (Ural).